# Rukwatitan
Rukwatitan (лат.) — род завроподных динозавров из клады титанозавров (Titanosauria). Известен по ископаемым остаткам из отложений формации Галула (Galula Formation) на юго-западе Танзании, относящихся к среднему мелу (апт — сеноман; около 110—100 млн лет). Включает единственный вид — Rukwatitan bisepultus.

## История открытия
Голотип RRBP 07409 был обнаружен палеонтологом Джозефом Сертичем 9 июня 2007 года в отложениях Namba Member в составе формации Галула. Образец представлен неполным скелетом, включающим три задних шейных позвонка, одну неполную дугу переднего спинного позвонка, три передних хвостовых позвонка, три шесть средних хвостовых позвонков, два шеврона, множество неполных спинных рёбер, дистальную часть левой лопатки, неполные левой и правый коракоиды, левую плечевую кость, неполную правую локтевую кость, левую подвздошную кость и проксимальную часть левой лобковой кости.
Новые род и вид были научно описаны Эриком Горшаком и соавторами в 2014 году. Родовое имя Rukwatitan образовано от наименования озера Руква и одноимённого рифтового бассейна в юго-западной Танзании , где были обнаружены остатки динозавра, и от названия гигантских божеств титанов из древнегреческой мифологии. Видовое название bisepultus переводится с латыни как «захороненный дважды», отсылая к условиям захоронения голотипа. Остатки первоначально были захоронены в аргиллите, образовавшемся на отмели, а затем были перенесены палеоканалом и перезахронены поблизости как часть фации песчаника канала.

## Описание
В 2020 году Рубен Молина-Перес и Асьер Ларраменди оценили длину тела Rukwatitan в 16,2 м при высоте в плече 3,5 м и массе 7,9 т. Уникальными признаками Rukwatitan являются каротидные отростки на задних шейных позвонках, глубокая ямка для клювовидно-плечевой мышцы (coracobrachialis fossa) и почти квадратное поперечное сечение плечевой кости, а также стройная, изогнутая слёзоподобная лобковая ножка подвздошной кости.

## Классификация
Филогенетический анализ, проведённый авторами описания, показал, что Rukwatitan относится к титанозаврам, но не входит в кладу литостротий (Lithostrotia). Данная классификация подтверждается наличием неразделённых плевроцелей на шейных позвонках и сильно процельными передними хвостовыми позвонками. С другой стороны, анализ, проведённый Хешамом Салламом и соавторами в 2017 году, показал, что Rukwatitan является представителем литостротий в составе семейства Saltasauridae.